# Wight Baby
Wight Baby là một loại thủy phi cơ tiêm kích của Anh, do John Samuel White & Company Limited (Wight Aircraft) chế tạo.

## Tính năng kỹ chiến thuật (Baby)
Dữ liệu lấy từ British Aeroplanes 1914-18
Đặc điểm tổng quát
- Kíp lái: 1
- Chiều dài: 26 ft 8 in (8,13 m)
- Sải cánh: 30 ft 8 in (9,35 m)
- Chiều cao: 9 ft 1 in (2,77 m)
- Diện tích cánh: 297 ft² (27,6 m²)
- Trọng lượng rỗng: 1.277 lb (580 kg)
- Trọng lượng có tải: 1.864 lb (847 kg)
- Động cơ: 1 × Gnome Monosoupape, 100 hp (75 kw)

 Hiệu suất bay 
- Vận tốc cực đại: 86.5 mph (75 knot, 139 km/h) trên độ cao 6.500ft (1.980 m)
- Trần bay: 9.300 ft (2.800 m)
- Thời gian bay: 2½ h
- Lên độ cao 2.000 ft (610 m): 4 phút 50 giây
- Lên độ cao 10.000 ft (3.050 m): 48 phút 30 giây

Trang bị vũ khí

- 2 quả bom 65 lb (30 kg)